# Театры Молдовы

Список театров Молдавии

## Театры

### Кишинёв
- Кишиневский муниципальный молодёжный драматический театр «С Улицы Роз»
- Государственный русский драматический театр им. А. П. Чехова
- Национальный театр оперы и балета Республики Молдова
- Кишинёвский национальный театр имени М. Эминеску
- Студия театральной импровизации
- Национальный Центр народного творчества
- Театр Жинта Латинэ
- Театр Сатирикус И. Л. Каражиале
- Театр Лучафэрул
- Театр Е. Ионеско
- Театр Гугуцэ
- Театр кукол Ликуричь

### Бельцы
- Национальный театр имени Василе Александри

### Тирасполь
- Приднестровский государственный театр драмы и комедии